# 顯鮋
顯鮋，為輻鰭魚綱鮋形目鮋亞目鮋科的其中一種，為亞熱帶海水魚，分布於東大西洋法國比斯開灣至塞內加爾海域，包括地中海、黑海，棲息深度10-700公尺，體長可達24公分，棲息在沿岸岩石底質底層水域，以甲殼類、小魚為食，生活習性不明，可做為食用魚及觀賞魚，具有毒性。